# Національний парк Ретезат

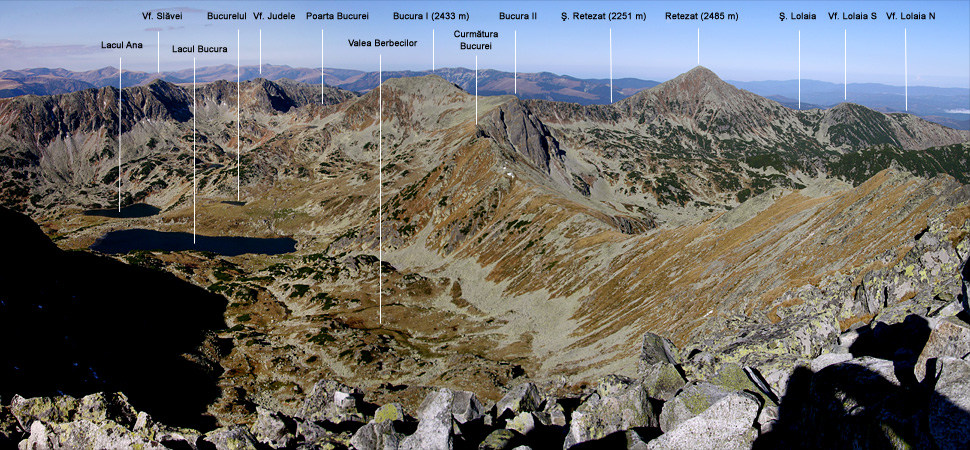
Центральна частина Національного парту Ретезат, 2007

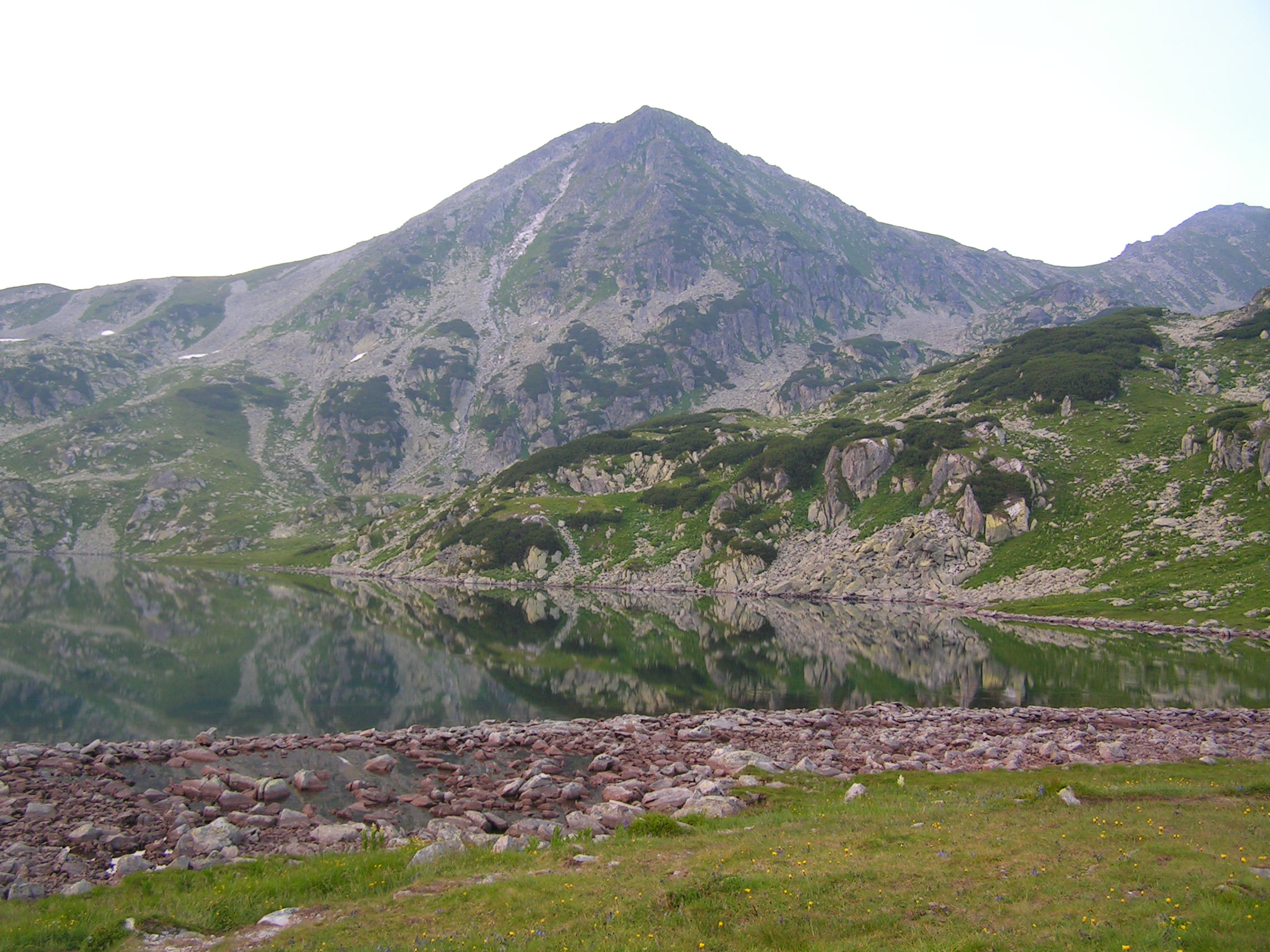
Національний парк Ретезат. Гори Ретезат.

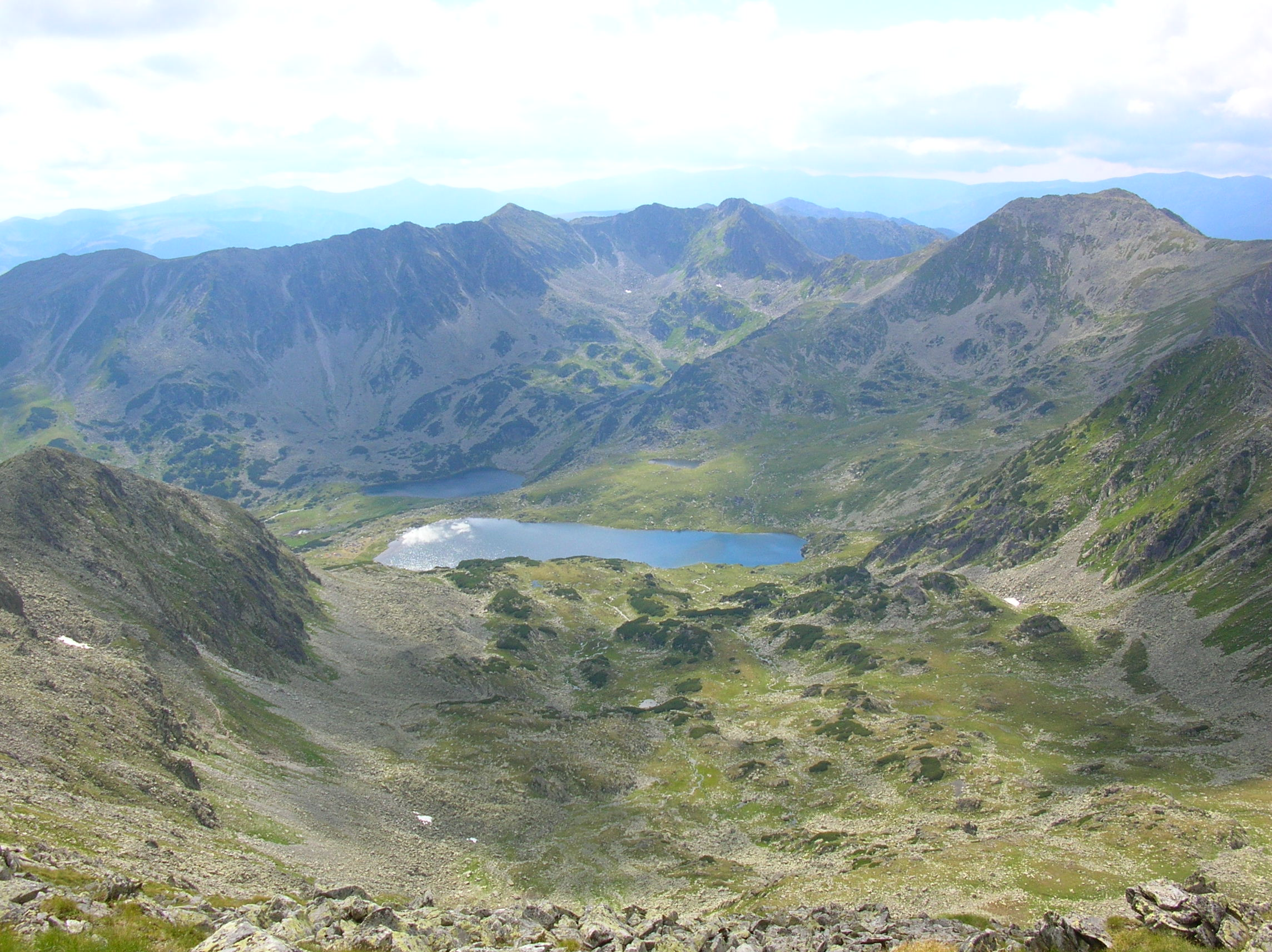
Національний парк Ретезат. Льодовикові озера.

Національний парк Ретезат — природоохоронний об'єкт Румунії, який є історично першим національним парком країни й охороняється законом з 1935 року.

## Характеристики та опис національну парку Ретезат
Загальна площа парку — 38 047 га, з яких 1800 га — територія з найвищим рівнем захисту. За програмою ЮНЕСКО «Людина і Біосфера» включений в міжнародну мережу біосферних заповідників.
Розташований в однойменному гірському масиві Південних Карпат, на південному заході Румунії у Гацегському краї. Перепади висот від 800 до 2500 метрів. Присутня велика кількість (понад 100) глибоких льодовикових озер, з-поміж яких 40 великого чи середнього розміру. Є також 18 малих постійних озер і 40 дуже малих, так званих сезонних озер, які зникають влітку.

## Тваринний і рослинний світ
Флора парку нараховує понад 1190 видів, з них — понад 90 ендемічних, які не зустрічаються більше ніде у світі. Тут водяться ведмеді, вовки, рисі, чорні кози, олені, кабани. Є 185 видів птахів.

## Місце серед національних парків світу
За версією організації «New7Wonders», яка провела в 2009 році інтернет-голосування серед понад 350 мільйонів кореспондентів у двох турах, Національний парк Ретезат вийшов до півфіналу Всесвітнього конкурсу «Сім нових чудес природи»вважається 10-м в групі найгарніших у світі національних природних парків.

## Інтернет-джерела
- Національний парк Ретезат[недоступне посилання з липня 2019]
- Official site
- Maps of the Park
- Jiu Valley Portal
- Maps of the Retezat and other mountain ranges in the Transylvanian Alps
- Touristic Maps of the Retezat Mountains